# Roger Borsa
Roger Borsa, normanski vojvoda Apulije (?, oko 1060. – ?, 1111.). Vladao je od 1085. Sukobljavao se s polubratom Bohemundom (do odlaska potonjeg u križarski rat 1095.). Iako slab vladar, priznali su ga svi normanski knezovi južne Italije, čime je omogućena kasnija centralizacija za vladavine njegovih nasljednika, u prvom redu Rogera II.

## Životopis
Sin Roberta Guiscarda i njegove druge supruge, lombardske kneginje Sigelgaite. Ujak mu je bio lomabrdski knez Salerna Gisulf. Roger je dobio nadimak Borsa (Novčanik)1 da ga se razlikuje od strica Rogera I., sicilskoga grofa. S bratom Guyjem i polubratom Bohemundom, Roger je sudjelovao u zauzimanju bizantskoga Krfa 1083. pod Robertovim zapovjedništvom.
Na Sigelgaitin nagovor, Robert je imenovao Rogera Borsu kao svog nasljednika, a ne Bohemunda, sina njegove prve žene, Normanke Alberade. Kada je Robert iznenada umro 1085. godine, Roger Borsa je postao normanski knez Apulije. Bohemund je osporio njegovo nasljedstvo, pobunio se i zaplijenio dio teritorija. Obračun se nastavio do 1095., kada je Bohemund otišao u križarski rat. Roger Borsa je bio slab vladar koji je, unatoč potpori pape i grofa Rogera, svjedočio postupnom slabljenju Apulije.

## Napomene
1 Prema riječima engleskog povjesničara Johna Juliusa Norwicha, nadimak je dobio iz "rano usađene navike skupljanja i prebrojavanja novca".